# Emarosa
Emarosa — американський рок-гурт, створений у Лексінгтоні, штат Кентуккі, у 2006 році. Наразі гурт складається з соло-гітариста та засновника Е. Р. Вайта та ведучого вокаліста Бредлі Волдена, який приєднався до гурту в 2013 році. Гурт пройшов через низку змін у складі протягом своєї кар'єри, де соло-гітарист Е. Р. Вайт був єдиним членом-засновником. Спочатку орієнтуючись на постхардкор і альтернативний рок, Emarosa в останні роки тяжіє до більш попрокового звучання.
Після створення гурту вони випустили один EP у 2007 році під назвою This Is Your Way Out, і незабаром після цього гурт пройшов через значну зміну у складі та звучанні, втративши вплив металкору та схилившись до більш рокового звучання.  Гурт випустив дебютний студійний альбом Relativity (2008), у якому брали участь вокаліст Джонні Крейг і ритм-гітарист Йонас Ладек’єр. Однойменний другий студійний альбом був випущений у червні 2010 року, отримавши схвалення критиків, і став останнім альбомом Крейга у складі гурту.
Після виходу Крейга гурт здійснив короткий тур з Тіліаном Пірсоном, який замінив вокал, перш ніж настав період бездіяльності. Згодом Крейга офіційно замінив Волден. Потім 9 вересня 2014 року Emarosa випустили третій студійний альбом Versus, який посів 61 місце в Billboard 200. Гурт підписав контракт з Hopeless Records і випустив четвертий і п’ятий студійні альбоми, 131 (2016) і Peach Club (2019). Шостий, Sting, був випущений у січні 2023 року на Out of Line Music.

## Історія

### 2006–07: Заснування іThis Is Your Way Out
Emarosa бере початок з клавішника Джордана Стюарта, барабанщика Лукаса Кошевського та гітариста Е. Р. Вайта, які вирішили або вступити до коледжу, або залишитися у своєму рідному місті Лексінгтон, штат Кентуккі, щоб створити новий гурт. Стюарт заявив, що «занадто сильно хочеться це зробити» щодо гурту, який він допоміг створити в лютому 2006 року. Корені гурту сягають ранньої середньої школи, про що розповів клавішник Джордан Стюарт на Indiestar.tv. Стюарт стверджує, що деякі з учасників грали в середній школі, перш ніж «почали ставитись до цього серйозно», маючи на увазі чотирьох оригінальних учасників у поточному складі (Е. Р. Вайт, Вілл Сауерс, Лукас Кошвескі, Джордан Стюарт). Гурт Emarosa, заснований в 2006 році як Corsets Are Cages, записав демо з трьох пісень разом із вокалістом Крісом Робертсом і ритм-гітаристом Майком Браянтом, однак вони залишили гурт. Гурт залучив Кріса Реттера та Медісона Столцера як заміну втрачених учасників і змінив назву на Emarosa. Вони підписали контракт із StandBy Records для запису свого 7-трекового мініальбому This Is Your Way Out, який включав перезапис демо «Utah, But I’m Taller», перейменованого просто на «Utah». Він був випущений 1 травня 2007 року лейблом StandBy Records через Rise Records, оскільки на той час у StandBy не було розповсюдження.
Невдовзі після виходу дебютного мініальбому Кріс Реттер і Медісон Столцер покинули гурт. 19 листопада 2007 року Джонні Крейг, колишній вокаліст Dance Gavin Dance, був офіційно оголошений новим вокалістом. Джордан Стюарт (клавішник) і Лукас Кошевскі (барабанщик) дали інтерв’ю, в якому вони згадали про проблеми з Джонні Крейгом і переходами: «На початку це було досить інтенсивно. Ми отримували досить неприємні коментарі та повідомлення на Myspace із запитаннями, що сталося з Крісом і чому Джонні більше не з Dance Gavin Dance. Іноді, коли ми граємо, дітям спадало на думку, що було б смішно залишати коментарі про зміни та про те, як їм більше подобалося старе. Час від того, як ми усвідомили, що Кріс не підходить, до того, як приєднався Джонні, був надзвичайно коротким. Але навіть з Крісом у гурті вже було вирішено, що у нашому повноформатному альбомі не буде стільки скримінгу. Ми просто продовжували писати, як і до того, як розлучилися з Крісом». Джонас Лейдкьяер також приєднався до гурту як новий ритм-гітарист, сформувавши перший солідний склад.

### 2008–09:Relativity
26 січня 2008 року Emarosa виклали першу офіційну пісню з Джонні Крейгом під назвою «New Demo» (зараз відома як «Set It Off Like Napalm»). Через два тижні демо «Pretend. Release. The Close.» поставили на їхній плеєр. 3 травня до плеєра MySpace було додано три нові пісні, а також було оголошено назву альбому Relativity. Альбом був випущений 8 липня 2008 року і отримав високу оцінку критиків і шанувальників. Гурт вирушив у тур Канадою та Сполученими Штатами з Arise and Ruin і Dead and Divine.
В відеоінтерв’ю Emarosa для Indiestar Крейг заявив, що «Set It Off Like Napalm» і «Pretend Release the Close» були «про життя [Крейга], [його вихід з] Dance Gavin Dance і про те, наскільки краще [він] відчував себе в цьому гурті [Emarosa]». Вони були написані під час одного тренувального сеансу та відтворені наживо через 2 дні. Він також сказав, що у пісні «Even Bad Men Love Their Mothers» співала його мати. Також кажуть, що Boyz II Men був одним із головних музичних впливів на Джонні Крейга. Крейг стверджує, що більшість інструменталу уже була завершена до того, як він приєднався до Emarosa. В інтерв'ю з'являється Джеррі Роуш, колишній учасник Sky Eats Airplane та Of Mice & Men, заявляючи, що він новий скример для Emarosa, але жартує все інтерв’ю.
Emarosa гастролювали з гуртами, як-от: Fiora, Akissforjersey, Before Their Eyes та The Wedding. Emarosa гастролювали з A Skylit Drive, Sky Eats Airplane і Breathe Carolina весь липень. У серпні вони розпочали ще один тур Канадою з канадськими хедлайнерами Dead and Divine і 30 серпня 2008 року грали з Chiodos як особливий захід у їх рідному місті Лексінгтон, штат Кентуккі. Emarosa були хедлайнерами туру «Rise Records Tour» протягом усього вересня та першого тижня жовтня за підтримки In Fear and Faith і Attack Attack!. Вони виступили хедлайнерами, "The Delicious Tour" разом із Pierce the Veil і Breathe Carolina. Emarosa гастролювали Великобританією разом з You Me at Six і The Spill Canvas з 6 по 13 березня 2009 року  A Day to Remember оголосили про свій останній тур США (The Sweet Brag Tour), який включав Emarosa разом із металкор-групами The Devil Wears Prada та Sky Eats Airplane. Тур розтягнувся з 14 березня по 1 травня 2009 року. З 19 червня по 1 серпня 2009 року Emarosa виступила хедлайнером The Artery Foundation Across the Nation Tour за підтримки I See Stars, Our Last Night, In Fear and Faith, Burden of a Day і Broadway.

### 2010–12: Другий однойменний альбом і вихід Крейга
Emarosa повідомили шанувальникам, що вони почали запис матеріалу для нового альбому через свій YouTube- канал. 2 січня 2010 року гурт увійшов у студію, щоб записати другий студійний альбом, працюючи з продюсером Брайаном Мактернаном, який раніше зв’язувався з Emarosa щодо планів запису другого альбому. Під час запису гурт публікував оновлення для шанувальників зі студії, які можна побачити в їх блозі Tumblr.
Альбом був випущений 29 червня 2010 року на лейблі Rise Records і отримав хорошу оцінку. В інтерв’ю Punktastic гурт розповів про загальне звучання цього альбому. «Пам’ятаю, під час запису ми з Е.Р. Вайтом багато говорили про те, що хочемо зробити для наступного запису більше фолку/інді. Справді голі кістки, м’які та сирі». Shrednews сказав: «Emarosa підняли цей альбом на вищий рівень із більш складними та жвавими гітарними рифами та стукотливими ударами барабанів, від яких ви навіть не усвідомлюючи цього, змусите себе хедбенити».
Крейг заявив, що гурт поїде до Портленда після його сольного туру, щоб записати сторінку Б для однойменного альбому. Він також заявив, що буде випущена версія «The Game Played Right» за участю Modsun.
Під час туру гурт час від часу грав «Casablanca» з запрошеним вокалістом. Дотепер Коді Андерсон (раніше In Fear and Faith), Кріс Реттер (Like Moths to Flames, раніше Emarosa та Agraceful, який насправді написав пісню), Остін Карлайл, Джон Месс (Dance Gavin Dance), Кайл Тамосаітіс (раніше Burden of a Day), Кріс Мур і Джеррі Роуш виконали цю пісню разом із гуртом.
Влітку 2010 року Джонні Крейг і Джон Месс знову приєдналися до Dance Gavin Dance (учасниками якої вони були спочатку). Хоча Крейг не оголосив про  плани щодо стосунків з Emarosa, він зосередився на роботі з Dance Gavin Dance, чий новий альбом Downtown Battle Mountain II був випущений 8 березня 2011 року. За відсутності Крейга Emarosa взяли колишнього гастрольного вокаліста Tides of Man Тіліана Пірсона.  27 лютого 2011 року Alternative Press оприлюднила новину про те, що Крейг почав детоксикацію через повідомлення про шахрайство в Twitter і давню залежність.
11 квітня Alternative Press оголосила, що Крейга вигнали з Emarosa. Гурт заявив, що «на сьогодні Джонні Крейг більше не є учасником Emarosa. Це рішення було важко прийняти, але ми вважаємо, що воно в інтересах гурту в майбутньому». Тіліан Пірсон, колишній учасник Tides of Man, замінив Крейга на дати, що залишилися в турі 2011 року.  Згідно з інтерв’ю гурту Alternative Press, їхній ідеальний вокаліст не був би схожим на Крейга за тембром. Стюарт заявляє: «Ми не шукаємо Джонні Крейга 2.0. Ми просто хочемо знайти когось, хто може привнести щось унікальне в гурт».

### 2013–17:Versus, зміни в складі та131
6 квітня 2013 року гурт оголосив, що все ще шукає нового вокаліста. Басист Вілл Сауерс заявив, що гурт випустить новий альбом влітку 2012 року, хоча це не судилося.
15 серпня Emarosa заявили, що почалося попереднє виробництво їхнього третього студійного альбому і підтвердили, що музичний супровід для альбому був завершений у грудні а вокаліст Letlive Джейсон Аалон Батлер буде представлений як запрошений вокаліст в одному з треків. Ходили чутки, що Пірсон приєднався до гурту на повну ставку, але пізніше це спростував сам Пірсон. Однак у грудні 2013 року демо-пісня з їхніх сесій з Тіліаном під назвою «Supercow» просочилася у Tumblr і YouTube. За збігом обставин Тіліан зрештою замінив Крейга в його колишньому гурті Dance Gavin Dance. 28 березня 2014 року гурт опублікував нове відео, яке містило студійні інтерв’ю та прев’ю нової пісні, оголосивши, що новий альбом буде називатися Versus. 24 квітня гурт випустив перший сингл «Mad». За словами вокаліста Бредлі Волдена, альбом вийде 9 вересня 2014 року.
Emarosa гастролювали на підтримку Versus з Pvris, Beautiful Bodies і Too Close to Touch. 18 вересня 2014 року вийшов кліп на пісню «I'll Just Wait»  19 вересня під час інтерв’ю Alternative Press фронтмен Бредлі Уолден нарешті заявив про вихід учасників Лукаса Кошевського (барабани, перкусія) та Йонаса Ладек’єра (ритм-гітара, бек-вокал), при цьому вони сказали, що Кошевський пішов, щоб продовжити модельну кар'єру, а Ладек'яєр вийшов, щоб повернутися до школи. Уолден зазначив, що між гуртом та учасниками, які покинули гурт, не було ворожнечі.
У грудні 2015 року оновлена інформація про гурт у Facebook показала новий склад учасників, у якому представлений Метью Марселлус, який гастролював з гуртом з 2014 року. Басист-засновник Вілл Сауерс покинув гурт після того, як влаштувався на роботу та повернувся до школи. 19 січня 2016 року Emarosa оголосили про початок запису свого наступного альбому. Вони випустили свій четвертий студійний альбом, 131, 8 липня 2016 року на Hopeless Records. Його очолив сингл «Cloud 9», який вийшов 28 квітня 2016 року.

### 2018–дотепер:Peach Club, зміни в складі таSting
17 жовтня 2018 року Emarosa анонсували п’ятий студійний альбом Peach Club, який вийшов 8 лютого 2019 року на Hopeless Records. Перший сингл «Givin' Up» був випущений 16 листопада 2018 року. Інший сингл «Don't Cry» був випущений 8 січня 2019 року  Peach Club надає перевагу елементам попмузики, синті-попу та попроку, що ще більше відходить від раннього постхардкорного звучання гурту.
25 березня 2019 року було оголошено, що Emarosa вирушить у третю частину «The Midnight World Tour» разом із Set It Off, Broadside та пізніше Selfish Things. З червня по липень 2019 року вони здійснили тур по 25 містах США. 18 листопада гурт випустив сингл «Ready to Love» та відповідний кліп на нього.
Повідомляється, що 1 липня 2020 року гурт був виключений з лейбла Hopeless Records та вийшов з-під керівництва Roc Nation після звинувачень у сексуальних домаганнях, які з’явилися проти вокаліста Бредлі Волдена. 28 серпня Уолден спростував висунуті проти нього звинувачення, і подальше розслідування показало, що ці заяви були неправдивими. 9 березня 2021 року гурт оголосив у соціальних мережах, що працює над новим матеріалом для свого майбутнього шостого студійного альбому.
27 квітня 2022 року гурт випустив свій перший за майже три роки новий сингл «Preach» разом із музичним відео. Також було виявлено, що гурт повернувся до дуету, який тепер повністю складається з Волдена та Вайта. 6 липня гурт представив другий сингл «Attention». 15 вересня гурт випустив третій сингл цього року «Stay» та відповідний кліп. Водночас вони офіційно оголосили, що шостий студійний альбом Sting вийде 27 січня 2023 року, а також розкрили обкладинку альбому та трек-лист. 11 листопада, за два місяці до виходу альбому, Emarosa випустила четвертий і останній сингл «Again».

## Учасники гурту
| Поточний склад - Е. Р. Вайт – соло-гітара (2006–дотепер); ритм-гітара (2014–2016, 2022–дотепер) - Бредлі Волден – ведучий вокал (2013–дотепер) Колишні учасники - Кріс Робертс – ведучий вокал (2006) - Майк Браянт – ритм-гітара (2006) - Кріс Роттер – ведучий вокал (2006–2007) - Медісон Стольцер – ритм-гітара (2006–2007) - Джонні Крейг – ведучий вокал (2007–2011) - Лукас Кошевскі – барабани (2006–2014) - Джонас Лейдк'яєр – ритм-гітара (2007–2014) - Вілл Сауерс – бас (2006–2016) - Джордан Стюарт – клавішні (2006–2018) - Метью Марселус – ритм-гітара, бек-вокал (2016–2022; концертний учасник 2014–2016) - Роберт Джофред – бас, бек-вокал (2018–2022; концертний учасник 2016–2018) | Колишні концертні учасники - Тіліан Пірсон – ведучий вокал (2011) - Брендон Морган – барабани (2014–2015) - Коннор Деніс – барабани (2015–2016) - Брент Калтаджирон – барабани (2016–2017) - Кайл Адас – барабани (2017–2019) - Джастін Нейс – барабани (2019) - Дестін Джонсон – барабани (2019–2022) |

Шкала

## Дискографія

### Альбоми
| Рік  | Назва      | Лейбл       | Позиції у чартах | Позиції у чартах | Позиції у чартах |
| Рік  | Назва      | Лейбл       | US               | US Indie         | US Heat          |
| ---- | ---------- | ----------- | ---------------- | ---------------- | ---------------- |
| 2008 | Relativity | Rise        | 191              | 33               | 15               |
| 2010 | Emarosa    | Rise        | 69               | 9                | —                |
| 2014 | Versus     | Rise        | 61               | 15               | —                |
| 2016 | 131        | Hopeless    | 132              | 7                | —                |
| 2019 | Peach Club | Hopeless    | 137              | 2                | —                |
| 2023 | Sting      | Out of Line | —                | —                | —                |

### ЕР
- This Is Your Way Out (2007, StandBy/Rise)
- Versus Reimagined (25 липня, 2015, Rise)[43]
- 131 Reimagined (15 вересня, 2017, Hopeless)[44]

### Демо
- 2006 Demo (випущений як Corsets Are Cages) (2006, випущений самостійно)

1. "Jesus Plays a Firebird"
2. "Too Close for Missiles, I'm Switching to Guns"
3. "Utah, But I'm Taller"

- Emarosa Demos (містив два демо, які не увійшли до однойменного альбому) (2010, невипущений)

1. "Share the Sunshine Young Blood"
2. "Live It. Love It. Lust It."
3. "I Still Feel Her, Part IV"
4. "We Are Life"
5. "Truth Hurst While Laying on Your Back"
6. "Pretend.Relive.Regret."
7. "The Game Played Right"
8. "The Weight of Love Blinds Eyes"
9. "Untitled #2"
10. "A Toast to the Future Kids!"
11. "Untitled #1"
12. "Broken vs. the Way We Were Born"

- 2011 Demo (за участю Тіліана Пірсона) (2011, невипущений)[45]

1. "Mamba"
2. "Moonraker"
3. "Supercow"
4. "Forest Whimsical"